# Direktorenvilla Zwirnerei Ackermann

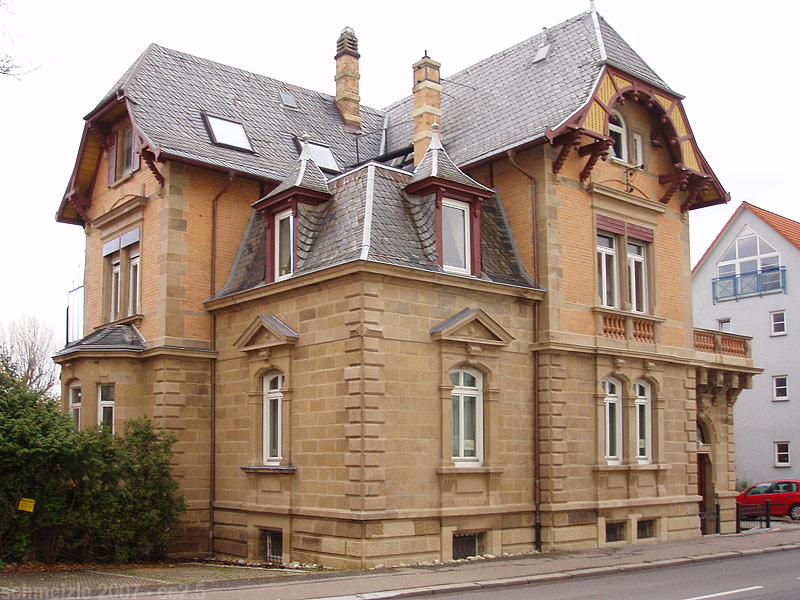
Ackermann-Direktorenvilla

Die Direktorenvilla der Zwirnerei Ackermann an der Kolpingstraße 3 im Heilbronner Stadtteil Sontheim wurde 1886 nach Plänen von Hermann Maute und Theodor Moosbrugger, den Hausarchitekten der Zwirnerei Ackermann, gebaut. Das Gebäude im Stil der Neorenaissance steht als Kulturdenkmal unter Denkmalschutz.
Die Villa befindet sich direkt gegenüber dem Deutschordens-Sommerhaus, in dem sich die Verwaltung der Zwirnerei Ackermann befand. Daran schloss sich dann das eigentliche Fabrikgelände an.

## Architektur
Während das Erdgeschoss unverputztes Werksteinmauerwerk mit auffallenden Eckquadern aufweist, sind Ober- und Dachgeschoss in farbiger Sichtziegelbauweise mit Werksteineckquadern ausgeführt. Mit einem  Freigespärre und Sichtfachwerk am Treppenturm zeigt die Villa auch Elemente des Schweizerhausstils – „Die Architekten hatten sich an den Chalets des Schweizer Oberlands einzelne hölzerne Zierelemente abgeschaut, die sie mit konventionellen Steinbauten zu kombinieren suchten, um so den Eindruck einer Landhausarchitektur zu erwecken“.